# Przeszłość
Przeszłość – część linii czasu, która już się wydarzyła (w liniowej koncepcji czasu). Część czasoprzestrzeni, w której zawarte są wszystkie zdarzenia, które już miały miejsce.
W tym sensie przeszłości przeciwstawia się przyszłość (zbiór zdarzeń, które wydarzą się później) oraz teraźniejszość (zbiór zdarzeń, które właśnie się dzieją).
Przeszłość połączona z teraźniejszością relacją przyczynowo-skutkową stanowi proces historyczny, który jest obiektem badań historyków.
Człowiek (i prawdopodobnie niektóre inne istoty) może doświadczać przeszłości w postaci wspomnień przechowywanych w pamięci długotrwałej.